# جنگ عثمانی و ونیز (۱۴۶۳ تا ۱۴۷۹)

مدیترانه شرقی در سال ۱۴۵۰، اندکی قبل از سقوط قسطنطنیه. متصرفات ونیزی‌ها به رنگ‌های قرمز و سبز تصویر شده است. از سال ۱۴۶۳ قلمرو عثمانی‌ها شامل امپراتوری بیزانس (رنگ بنفش در نقشه) و اکثر دولت‌های کوچکتر بالکان می‌گردد.

اولین جنگ عثمانی و ونیز مناقشه‌ای طی سال‌های ۱۴۶۳ تا ۱۴۷۹ میلادی میان جمهوری ونیز و متحدانش از یکسو و امپراتوری عثمانی از سوی دیگر بود. جنگ مدت کوتاهی پس از فتح قسطنطنیه و دیگر بقایای امپراتوری بیزانس توسط عثمانی‌ها آغاز شد که منجر به از دست رفتن تعدادی از مایملک ونیزی‌ها در آلبانی و یونان و مهم‌تر از همه جزیره نگرپونتی (وابیه) که برای قرن‌ها تحت‌الحمایه ونیزی‌ها بودند، گشت. همچنین این جنگ شاهد گسترش سریع نیروی دریایی امپراتوری عثمانی که آن‌ها را قادر به رقابت کردن با ونیزی‌ها و شوالیه‌های هوسپیتالر برای برتری در دریای اژه می‌ساخت، بود. با این حال در سال‌های اواخر جنگ، جمهوری ونیز موفق به جبران کردن زیان و خسرات‌هایش با اکتساب بالفعل پادشاهی صلیبی قبرش شد.